# 1920年捷克斯洛伐克憲法
1920年捷克斯洛伐克憲法是第一次世界大戰後，捷克斯洛伐克第一共和國確立了自己的地位，並隨著憲法的製定而成為一個共和國和民主國家。該憲法於1920年2月29日由國民議會通過，取代了1918年11月13日通過的臨時憲法。
該憲法仿照已建立的民主國家憲法，是根據漢斯-凱爾森對憲法的貢獻而構想的。憲法引入的政府體系使捷克斯洛伐克成為二戰邊緣的所有中歐和東歐國家中最西化的國家。
憲法設立了一個議會，也設立了總統和內閣，分拆了行政部門的權力。在行政部門之下是司法部門，有許多級別的法院被授權處理各種類型的案件。

## 內容簡介

### 議會民主制
議會，即國民議會，為兩院制。眾議院由300名議員組成，議員任期6年。參議院由150名議員組成，議員任期8年。所有年滿21歲的男女公民均可參加眾議院選舉；年滿26歲的公民可參加參議院選舉。眾議院的候選人必須至少30歲；而參議院的候選人必須至少45歲。
所建立的議會制度建立了一個複雜的比例代表制，每個代表的選民相對較少。只要獲得2.6%的選票，就有可能獲得一個席位。這使得各種政黨不斷湧現，沒有明確的領先者或主導政治實體。在第一共和國時期，一個典型的眾議院有超過10個派別的代表。由於有如此多的政黨參與議會，一個政黨幾乎不可能贏得多數席位所需的151個席位。在1946年共產黨獲得38%的選票之前，沒有一個政黨能夠單獨執政；在此之前，沒有一個政黨贏得超過25%的選票。
由於很難獲得多數票，政府有時會陷入僵局，無法有效地進行立法。在這種情況下，與歐洲其他國家的總理相比，捷克斯洛伐克的總理是相當弱的人物。在大多數情況下，總理與其說是領導人，不如說是內閣的主席。
如果議會否決了政府法案，內閣可以一致將擬議的法案提交給全民投票。在第一共和國時期，沒有人使用這一條憲法規定。

### 總統的職權
總統由兩院在聯席會議上選舉產生（但根據眾議院的命令行事）。總統任期為七年，連續任期不得超過兩年（第一任總統不受此規定限制）。總統候選人必須至少年滿35歲。制憲者打算讓總理和內閣掌握真正的權力。因此，總統的憲法權力是有限的。然而，前兩任總統托馬斯-馬薩里克和愛德華·貝奈斯的個人威望，以及歷屆政府的不穩定性（例如，托馬斯-馬薩里克擔任總統期間有10個內閣，由9名政治家領導），意味著總統在實踐中擁有比憲法明文規定更多的權力。憲法規定，除了明確分配給總統的職能外，所有行政職能都屬於政府。然而，總統可以向議會發出書面或口頭信息，任命和解僱部長，出席和主持內閣會議，並要求個別部長提交書面報告。因此，在現實中，總統對行政部門的影響是相當大的。
總統可以自行締結和批准國際條約，但若會對國家主體施加個人或軍事負擔或涉及領土變更的條約則需要議會同意。
總統可以否決法案，將其退回給議會，並附上意見。議會則有權以兩院的多數投票中推翻否決。如果參議院支持否決，那麼眾議院可以在隨後的投票中以五分之三的多數推翻否決。
總統是軍隊的總司令，有權任命所有高級軍官。他還有權任命大學教授、法官和高級公務員。
每當總統職位空缺時，其大部分職能都由總理承擔。

### 區域自治
為了滿足《聖日耳曼昂萊條約》對少數民族的保護要求，憲法明確提到了該條約的條款。

#### 喀爾巴阡山脈魯西尼亞地區
從1919年起，喀爾巴阡山脈的魯西尼亞就被正式納入捷克斯洛伐克的國家範圍。 1920年的憲法規定了該地區的自治權。然而，這些規定在實踐中仍然是一紙空文，因為這些所謂的自治機構是由第一共和國政府控制的。

##### 語言法
同一天，一項憲法法案與憲法同時通過，並被視為憲法之一。它將 「捷克斯洛伐克語」（即捷克語和斯洛伐克語被視為一種語言的兩種官方方言）確立為官方語言，但也在少於20%的公民使用捷克斯洛伐克語的地區給予少數民族方言官方語言的地位。

## 憲法製訂歷史
1920年的憲法將作為捷克斯洛伐克第一共和國政府和捷克斯洛伐克第二共和國政府的指導性文件，直到第二次世界大戰。即使在捷克斯洛伐克第三共和國被蘇聯控制後，該憲法仍將繼續管理國家的內部事務，作為捷克斯洛伐克社會主義共和國下一部憲法的基本範例，其中規定了一個獨立的、更加本地化的斯洛伐克地方政府。從那時起，斯洛伐克地方政府將控制斯洛伐克，捷克斯洛伐克1948年二月事件後，1920 年捷克斯洛伐克憲法於1948年5月9日被五月九日憲法取代。斯洛伐克地方政府來統治更基本的共同事務以及一半的捷克斯洛伐克。